# 小行星4588
小行星4588（英語：4588 Wislicenus）是一颗围绕太阳公转的小行星。1931年3月13日，馬克斯·沃夫在海德堡发现了此天体。
这颗小行星的绝对星等为123.55617等。